# Panagiōtīs Retsos
Panagiōtīs Retsos (in greco Παναγιώτης Ρέτσος?; Johannesburg, 9 agosto 1998) è un calciatore greco, difensore dell'Olympiacos.

## Biografia
Nato a Johannesburg da genitori greci, i suoi cugini Michalis (1986), Christos (2001) e Dimitrios (2004) sono anch'essi calciatori.

## Caratteristiche tecniche
Rapido e forte fisicamente, è un difensore centrale che all'occorrenza può essere schierato anche da terzino su entrambe le fasce.

## Carriera

### Club

#### Gli inizi, Olympiakos
Dopo avere mosso i primi passi nel Thyella Agiou Dimitriou, nel 2008 si trasferisce al settore giovanile dell'Olympiacos, nella cui prima squadra è promosso nell'estate del 2016 dal tecnico spagnolo Víctor Sánchez. Il 25 agosto di quell'anno esordisce in prima squadra entrando in campo nel match di ritorno dei play-off di UEFA Europa League contro l'Arouca. L'8 febbraio 2017 veste la fascia di capitano in una partita di Coppa di Grecia contro l'Atromītos finito a reti inviolate, divenendo il più giovane capitano nella storia del club ellenico. Retsos diviene il più giovane capitano di una squadra laureatasi campione di Grecia, all'età di 18 anni, 5 mesi e 30 giorni.

#### Bayer Leverkusen e vari prestiti
Il 30 agosto 2017 è ceduto al Bayer Leverkusen per 17,5 milioni di euro. Il 17 settembre esordisce da titolare in Bundesliga nella partita vinta per 4-0 in casa contro il Friburgo; è votato uomo-partita. Il 9 aprile 2018 segna, da subentrante, il primo gol in Bundesliga, nella gara vinta per 4-1 in casa dell'RB Lipsia. Chiude l'annata con 20 presenze in campionato, di cui 14 da titolare e 6 da subentrante.
Il 2 agosto 2018 si infortuna alla coscia destra nel pre-campionato ed è costretto a sei settimane di stop. Torna disponibile il 26 ottobre, quando va in panchina nel match di UEFA Europa League contro lo Zurigo. Il 29 novembre 2018 torna in campo dopo 208 giorni nella partita casalinga di UEFA Europa League contro il Ludogorec, ma esce dal campo dopo mezz'ora per un infortunio alla coscia sinistra.
I problemi fisici continuano a condizionarlo, indi per cui il 31 gennaio 2020 viene ceduto in prestito allo Sheffield Utd. Esordisce con il club il 3 marzo seguente in FA Cup contro il Reading. Tuttavia questa è stata la sua unica presenza con le blades, tanto che il 22 giugno 2020 (con la stagione ancora in corso per via del lockdown) viene annunciato il suo ritorno al Leverkusen.
Il 5 ottobre 2020 viene ceduto in prestito al Saint-Étienne. Tuttavia in terra frances Retsos è nuovamente vittima di problemi fisici che lo hanno costretto a giocare poco.
A fine prestito fa ritorno al Leverkusen, con cui trova poco spazio.

#### Hellas Verona e ritorno all'Olympiakos
Il 25 gennaio 2022 viene ceduto a titolo definitivo al Verona, con cui firma un accordo fino al 30 giugno 2023. Esordisce con i gialloblù il 6 febbraio seguente nella sconfitta per 2-0 contro la Juventus.
Dopo avere trovato poco spazio con la maglia dell'Hellas, il 31 agosto 2022 fa ritorno all'Olympiacos.

### Nazionale
Poteva rappresentare sia il Sudafrica che la Grecia, scegliendo di rappresentare quest'ultima.
Ha rappresentato le selezioni giovanili greche, indossando pure la fascia di capitano dell'under-21.
Ha esordito in nazionale maggiore il 31 agosto 2017 nel pareggio per 0-0 contro l'Estonia.

## Statistiche

### Presenze e reti nei club
Statistiche aggiornate al 1º dicembre 2024.
| Stagione                | Squadra                 | Campionato              | Campionato | Campionato | Coppe nazionali | Coppe nazionali | Coppe nazionali | Coppe continentali | Coppe continentali | Coppe continentali | Altre coppe | Altre coppe | Altre coppe | Totale | Totale |
| Stagione                | Squadra                 | Comp                    | Pres       | Reti       | Comp            | Pres            | Reti            | Comp               | Pres               | Reti               | Comp        | Pres        | Reti        | Pres   | Reti   |
| ----------------------- | ----------------------- | ----------------------- | ---------- | ---------- | --------------- | --------------- | --------------- | ------------------ | ------------------ | ------------------ | ----------- | ----------- | ----------- | ------ | ------ |
| 2016-2017               | Olympiacos              | SL                      | 18         | 0          | CG              | 8               | 0               | UCL+UEL            | 0+8                | 0                  | -           | -           | -           | 34     | 0      |
| ago. 2017               | Olympiacos              | SL                      | 2          | 0          | CG              | 0               | 0               | UCL                | 4                  | 0                  | -           | -           | -           | 6      | 0      |
| ago. 2017-2018          | Bayer Leverkusen        | BL                      | 24         | 1          | CG              | 4               | 0               | -                  | -                  | -                  | -           | -           | -           | 27     | 1      |
| 2018-2019               | Bayer Leverkusen        | BL                      | 0          | 0          | CG              | 0               | 0               | UEL                | 1                  | 0                  | -           | -           | -           | 1      | 0      |
| 2019-gen. 2020          | Bayer Leverkusen        | BL                      | 3          | 0          | CG              | 1               | 0               | UCL                | 2                  | 0                  | -           | -           | -           | 6      | 0      |
| gen.-giu. 2020          | Sheffield Utd           | PL                      | 0          | 0          | FACup+CdL       | 1+0             | 0               | -                  | -                  | -                  | -           | -           | -           | 1      | 0      |
| 2020-2021               | Saint-Étienne           | L1                      | 4          | 0          | CF              | 0               | 0               | -                  | -                  | -                  | -           | -           | -           | 4      | 0      |
| 2021-gen. 2022          | Bayer Leverkusen        | BL                      | 4          | 0          | CG              | 1               | 0               | UEL                | 3                  | 0                  | -           | -           | -           | 7      | 0      |
| Totale Bayer Leverkusen | Totale Bayer Leverkusen | Totale Bayer Leverkusen | 31         | 1          |                 | 6               | 0               |                    | 6                  | 0                  |             | -           | -           | 43     | 1      |
| gen.-giu. 2022          | Verona                  | A                       | 5          | 0          | CI              | -               | -               | -                  | -                  | -                  | -           | -           | -           | 5      | 0      |
| ago. 2022               | Verona                  | A                       | 2          | 0          | CI              | 0               | 0               | -                  | -                  | -                  | -           | -           | -           | 2      | 0      |
| Totale Verona           | Totale Verona           | Totale Verona           | 7          | 0          |                 | 0               | 0               |                    | -                  | -                  |             | -           | -           | 7      | 0      |
| ago. 2022-2023          | Olympiacos              | SL                      | 6+1        | 0          | CG              | 3               | 0               | UEL                | 4                  | 0                  | -           | -           | -           | 14     | 0      |
| 2023-2024               | Olympiacos              | SL                      | 20+7       | 0          | CG              | 1               | 0               | UEL+UECL           | 10+7               | 1+0                | -           | -           | -           | 45     | 1      |
| 2024-2025               | Olympiacos              | SL                      | 7          | 0          | CG              | 1               | 0               | UEL                | 5                  | 0                  | -           | -           | -           | 13     | 0      |
| Totale Olympiakos       | Totale Olympiakos       | Totale Olympiakos       | 61         | 0          |                 | 13              | 0               |                    | 38                 | 1                  |             | -           | -           | 112    | 1      |
| Totale carriera         | Totale carriera         | Totale carriera         | 103        | 1          |                 | 20              | 0               |                    | 44                 | 1                  |             | -           | -           | 167    | 2      |

### Cronologia presenze e reti in nazionale
| Cronologia completa delle presenze e delle reti in nazionale ― Grecia | Cronologia completa delle presenze e delle reti in nazionale ― Grecia | Cronologia completa delle presenze e delle reti in nazionale ― Grecia | Cronologia completa delle presenze e delle reti in nazionale ― Grecia | Cronologia completa delle presenze e delle reti in nazionale ― Grecia | Cronologia completa delle presenze e delle reti in nazionale ― Grecia | Cronologia completa delle presenze e delle reti in nazionale ― Grecia | Cronologia completa delle presenze e delle reti in nazionale ― Grecia |
| Data                                                                  | Città                                                                 | In casa                                                               | Risultato                                                             | Ospiti                                                                | Competizione                                                          | Reti                                                                  | Note                                                                  |
| --------------------------------------------------------------------- | --------------------------------------------------------------------- | --------------------------------------------------------------------- | --------------------------------------------------------------------- | --------------------------------------------------------------------- | --------------------------------------------------------------------- | --------------------------------------------------------------------- | --------------------------------------------------------------------- |
| 31-8-2017                                                             | Il Pireo                                                              | Grecia                                                                | 0 – 0                                                                 | Estonia                                                               | Qual. Mondiali 2018                                                   | -                                                                     | 49’                                                                   |
| 7-10-2017                                                             | Nicosia                                                               | Cipro                                                                 | 1 – 2                                                                 | Grecia                                                                | Qual. Mondiali 2018                                                   | -                                                                     | 70’                                                                   |
| 9-11-2017                                                             | Zagabria                                                              | Croazia                                                               | 4 – 1                                                                 | Grecia                                                                | Qual. Mondiali 2018                                                   | -                                                                     | 46’                                                                   |
| 12-11-2017                                                            | Atene                                                                 | Grecia                                                                | 0 – 0                                                                 | Croazia                                                               | Qual. Mondiali 2018                                                   | -                                                                     |                                                                       |
| 23-3-2018                                                             | Atene                                                                 | Grecia                                                                | 0 – 1                                                                 | Svizzera                                                              | Amichevole                                                            | -                                                                     |                                                                       |
| 20-11-2022                                                            | Budapest                                                              | Ungheria                                                              | 2 – 1                                                                 | Grecia                                                                | Amichevole                                                            | -                                                                     |                                                                       |
| 19-6-2023                                                             | Saint-Denis                                                           | Francia                                                               | 1 – 0                                                                 | Grecia                                                                | Qual. Euro 2024                                                       | -                                                                     | 71’                                                                   |
| 7-9-2023                                                              | Eindhoven                                                             | Paesi Bassi                                                           | 3 – 0                                                                 | Grecia                                                                | Qual. Euro 2024                                                       | -                                                                     |                                                                       |
| 13-10-2023                                                            | Dublino                                                               | Irlanda                                                               | 0 – 2                                                                 | Grecia                                                                | Qual. Euro 2024                                                       | -                                                                     |                                                                       |
| 16-10-2023                                                            | Atene                                                                 | Grecia                                                                | 0 – 1                                                                 | Paesi Bassi                                                           | Qual. Euro 2024                                                       | -                                                                     | 76’                                                                   |
| 21-11-2023                                                            | Atene                                                                 | Grecia                                                                | 2 – 2                                                                 | Francia                                                               | Qual. Euro 2024                                                       | -                                                                     | 40’                                                                   |
| 21-3-2024                                                             | Atene                                                                 | Grecia                                                                | 5 – 0                                                                 | Kazakistan                                                            | Qual. Euro 2024                                                       | -                                                                     | 46’                                                                   |
| 26-3-2024                                                             | Tbilisi                                                               | Georgia                                                               | 0 – 0 dts (4 – 2 dtr)                                                 | Grecia                                                                | Qual. Euro 2024                                                       | -                                                                     | 106’                                                                  |
| 11-6-2024                                                             | Grödig                                                                | Malta                                                                 | 0 – 2                                                                 | Grecia                                                                | Amichevole                                                            | -                                                                     | 74’                                                                   |
| 17-11-2024                                                            | Helsinki                                                              | Finlandia                                                             | 0 – 2                                                                 | Grecia                                                                | UEFA Nations League 2024-2025 - 1º turno                              | -                                                                     | 88’                                                                   |
| 23-3-2025                                                             | Glasgow                                                               | Scozia                                                                | 0 – 3                                                                 | Grecia                                                                | UEFA Nations League 2024-2025 - Play-off                              | -                                                                     | 90+2’                                                                 |
| 7-6-2025                                                              | Candia                                                                | Grecia                                                                | 4 – 1                                                                 | Slovacchia                                                            | Amichevole                                                            | -                                                                     |                                                                       |
| Totale                                                                |                                                                       | Presenze                                                              | 17                                                                    |                                                                       | Reti                                                                  | 0                                                                     |                                                                       |

## Palmarès

### Club

#### Competizioni nazionali
- Campionato greco: 2

Olympiacos: 2016-2017, 2024-2025
- Coppa di Grecia: 1

Olympiacos: 2024-2025

#### Competizioni internazionali
- UEFA Conference League: 1

Olympiacos: 2023-2024